# Bezuidenhoutseweg 67
Bezuidenhoutseweg 67 (afgekort B67) is een kantoorgebouw op de hoek van de Bezuidenhoutseweg en de Prins Clauslaan in Den Haag. Het is in 1985 in gebruik genomen voor het ministerie van Buitenlandse Zaken. Na renovatie werd het in 2021 in gebruik gesteld voor de Tweede Kamer der Staten-Generaal in afwachting van de renovatie van het Binnenhof.

## Ontwerp
Het bouwwerk werd geopend op 7 mei 1985. Het is ontworpen door Dick Apon (1926-2002) en geldt als een markant voorbeeld van de brutalistische stijl in Nederland, met een ruim gebruik van gewapend beton. Het eerste ontwerp werd gemaakt in 1974, de bouw zelf begon in 1979 en werd uitgevoerd door de Hollandse Beton Maatschappij, nu onderdeel van de Koninklijke BAM Groep. De kosten bedroegen 270 miljoen gulden, ofwel ruim 214 miljoen euro anno 2015.
Het complex is gebouwd van Buggenum-handvormsteen, beton en Noors marmersplit (grind gemaakt van marmer). In het binnenwerk is naakt beton, maar ook veel glas en hout verwerkt. De kavelgrootte is 1,4 hectare. Het gebouw heeft een totale oppervlakte van 94.000 m², verdeeld over 15 lagen, waarvan 2 ondergronds. Het is een trapeziumvormig gebouw bestaande uit een kern met vier armen, aan twee kanten gelegen aan grote doorgaande wegen, en aan de achterkant aan de van bomen en vijvers voorziene binnentuin waar ook de Koninklijke Bibliotheek en het Letterkundig Museum aan liggen, vlak bij het Haagse Centraal Station.
Al kort na de oplevering kreeg het gebouw de bijnaam 'Aponrots' (in de volksmond ook 'Apenrots'), een woordspeling vanwege de hoekige, trapvormige structuur en de achternaam van de architect.

## Ministerie van Buitenlandse Zaken
Het gebouw verving de 22 locaties waarin het ministerie van Buitenlandse Zaken in de jaren 70 was gevestigd en bevat behalve kantoren een groot aantal kleine en grote vergaderruimtes, kantines, archiefruimten, een postkamer, een bibliotheek en een aantal kluizen. Er is een parkeergarage met een capaciteit van 240 auto’s en aanliggende ontvangstruimte voor buitenlandse hoogwaardigheidsbekleders, maar ook een omvangrijke ondergrondse kernwapenbestendige ruimte waar een beperkt gezelschap geruime tijd veilig kan verblijven om het buitenlands beleid in geval van nood te kunnen voeren.

## Tweede Kamer
Het ministerie van Buitenlandse Zaken verhuisde in 2017 naar het gerenoveerde voormalige VROM-gebouw in de Rijnstraat. Het gebouw Bezuidenhoutseweg 67 werd in verband met de renovatie van het Binnenhofcomplex verbouwd tot tijdelijke huisvesting van de Tweede Kamer der Staten-Generaal voor de duur van ten minste vijf jaar. De Tweede Kamer, inclusief vergaderzalen en fractiekantoren, verhuisde in september 2021 naar het tijdelijke Kamergebouw.

## Galerij

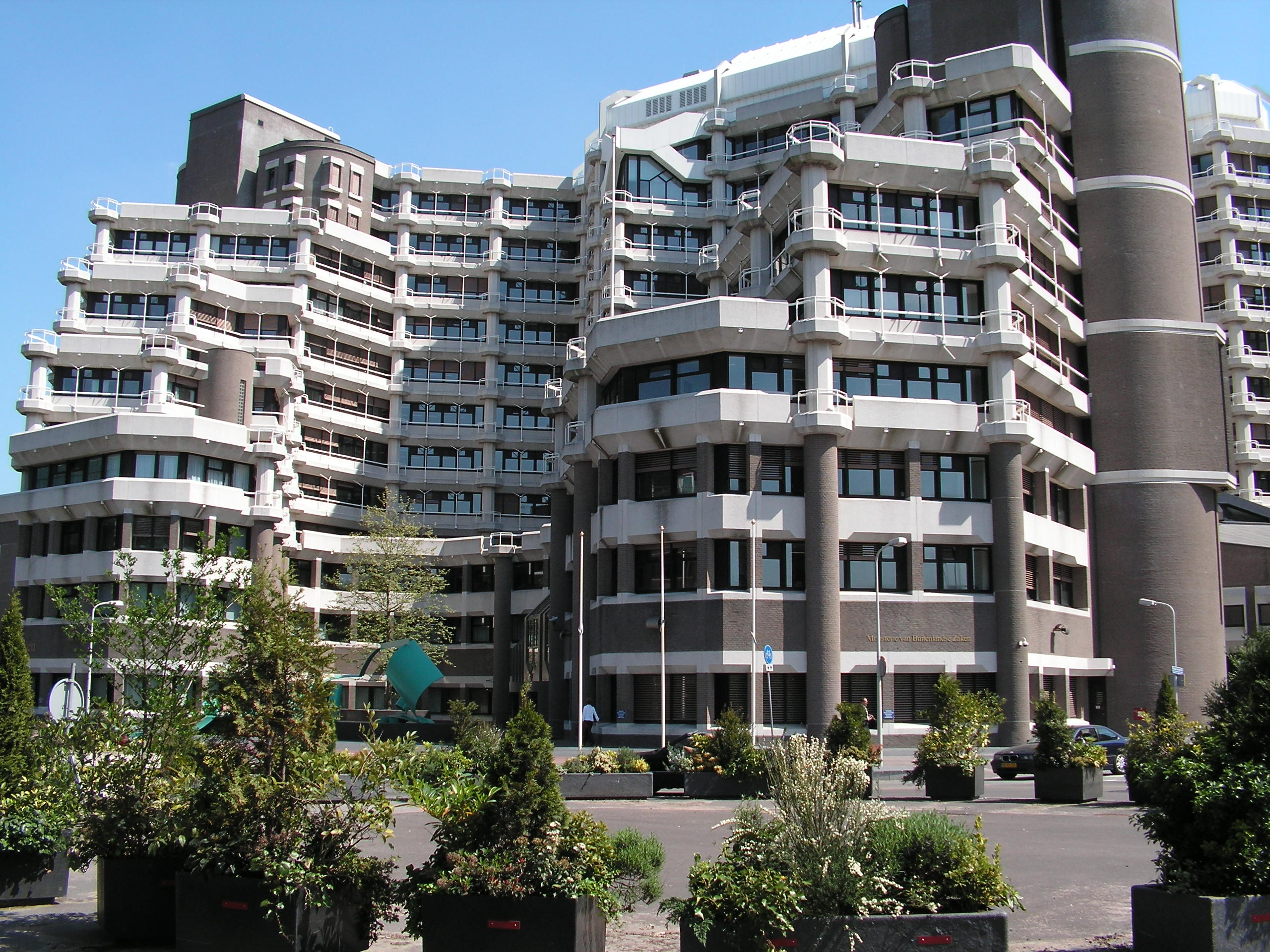
B67 ten tijde dat het ministerie van Buitenlandse zaken hier gevestigd was
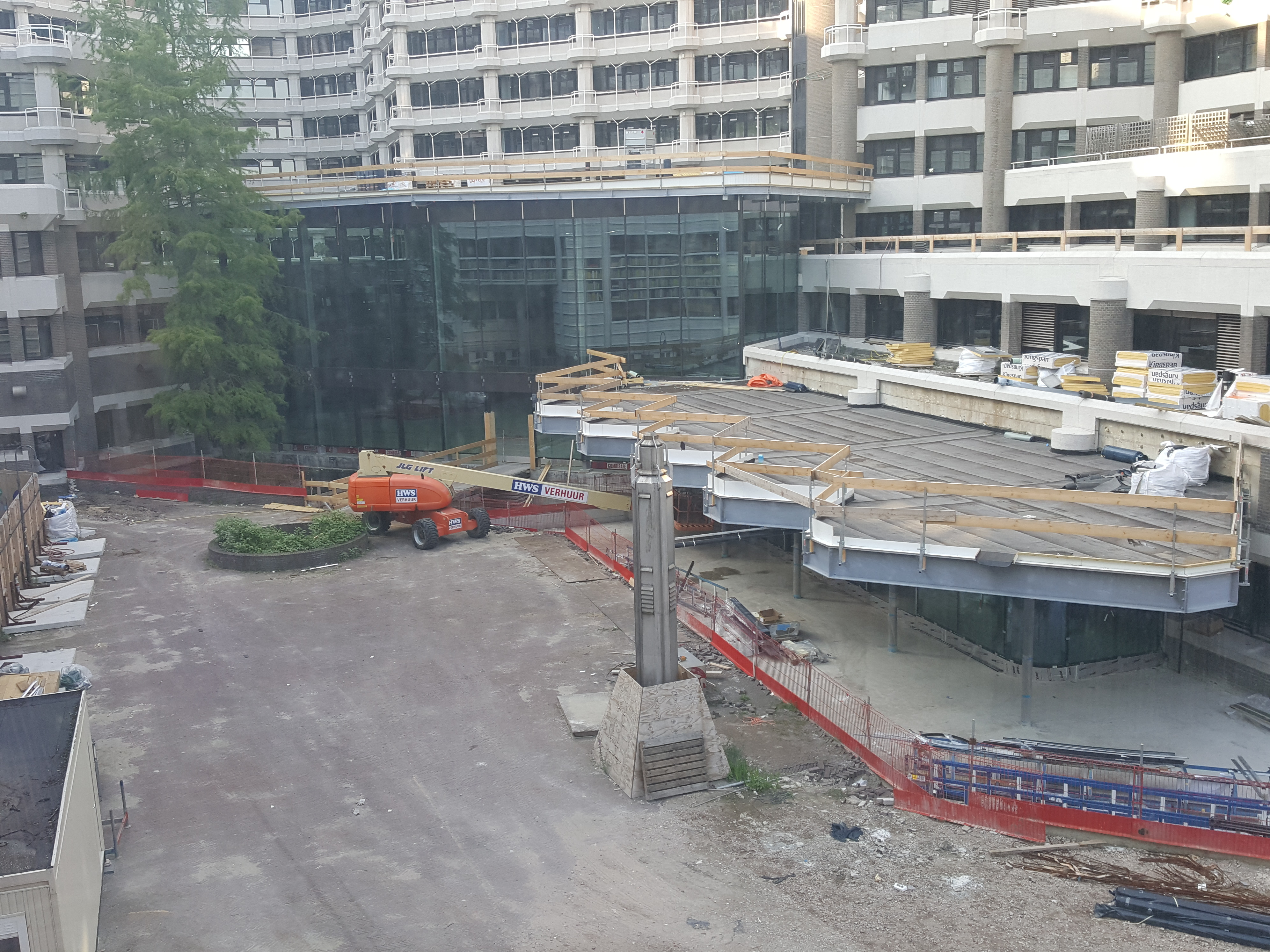
Het complex tijdens de renovatie (2019)
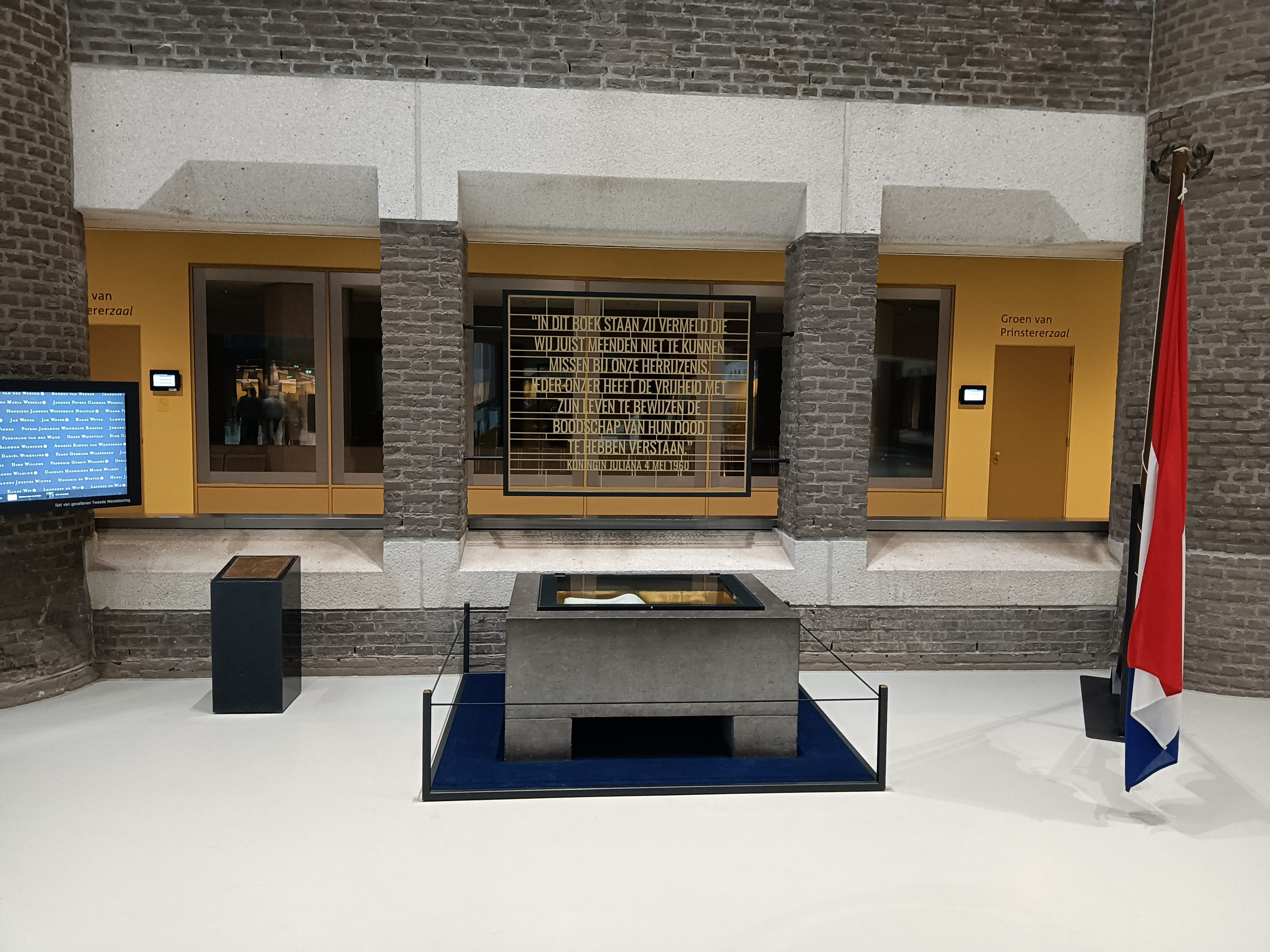
Erelijst van gevallen van de Tweede Wereldoorlog
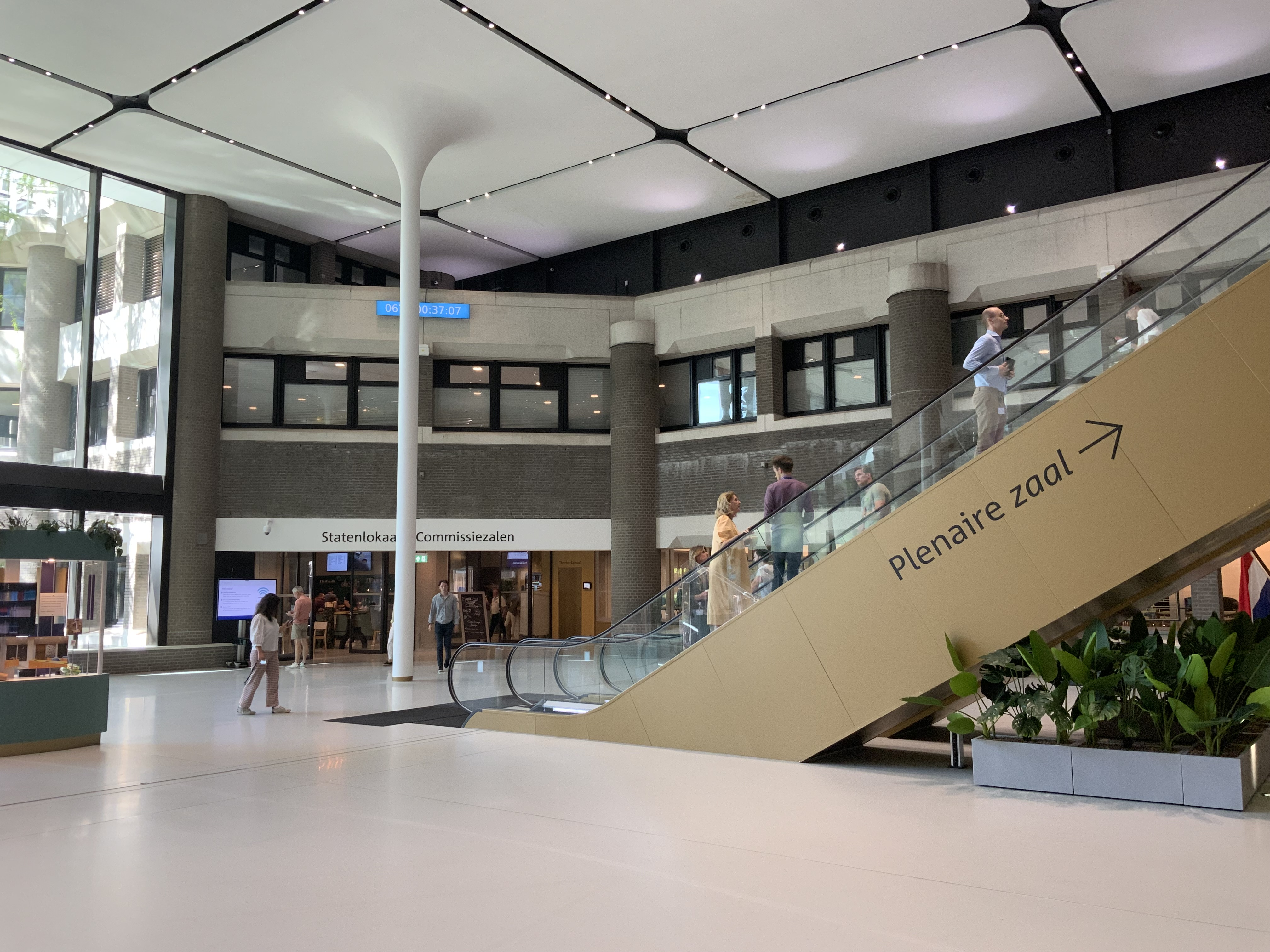
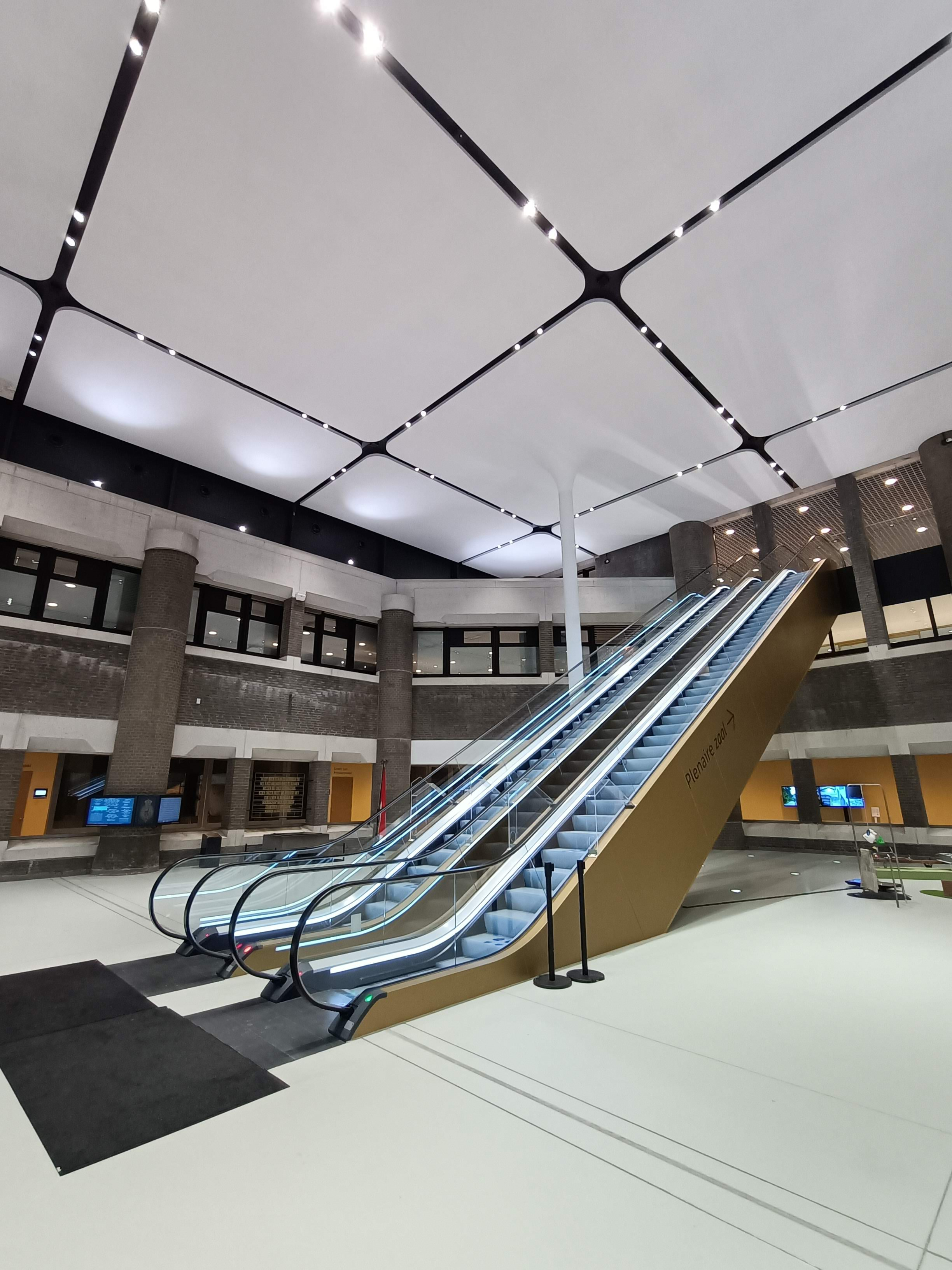
Roltrap naar de publieke tribunes
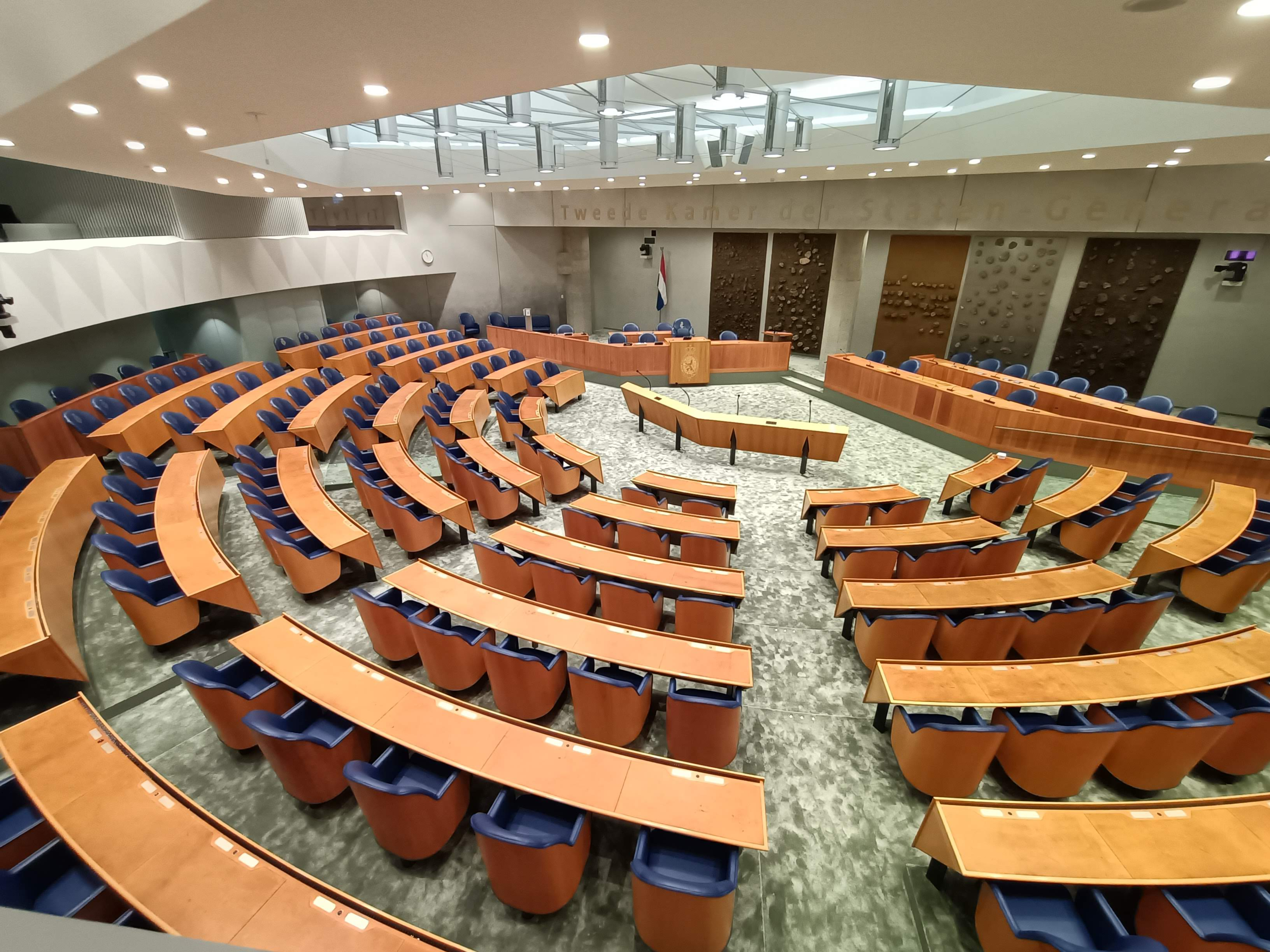
De plenaire vergaderzaal
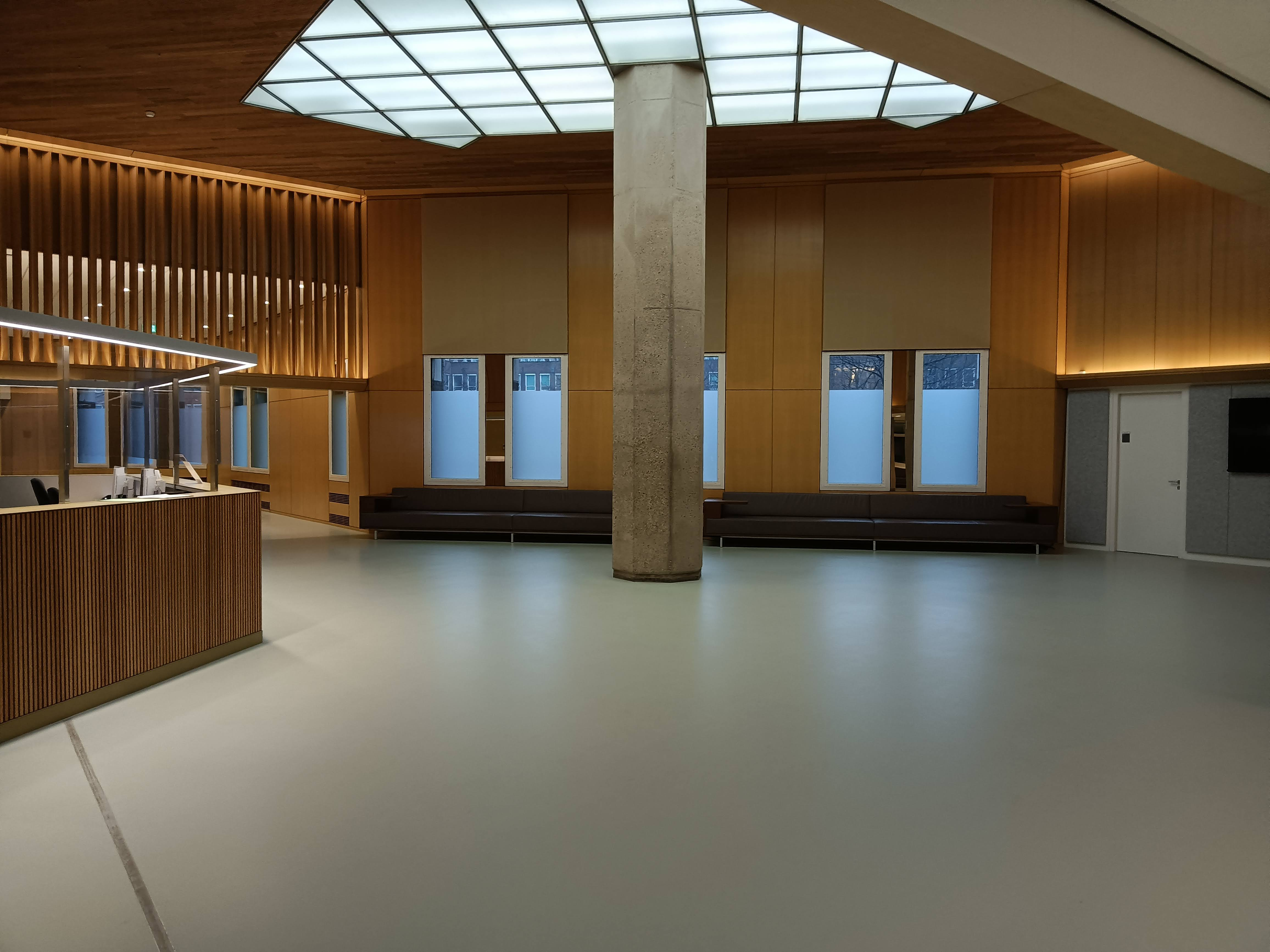
Patatbalie
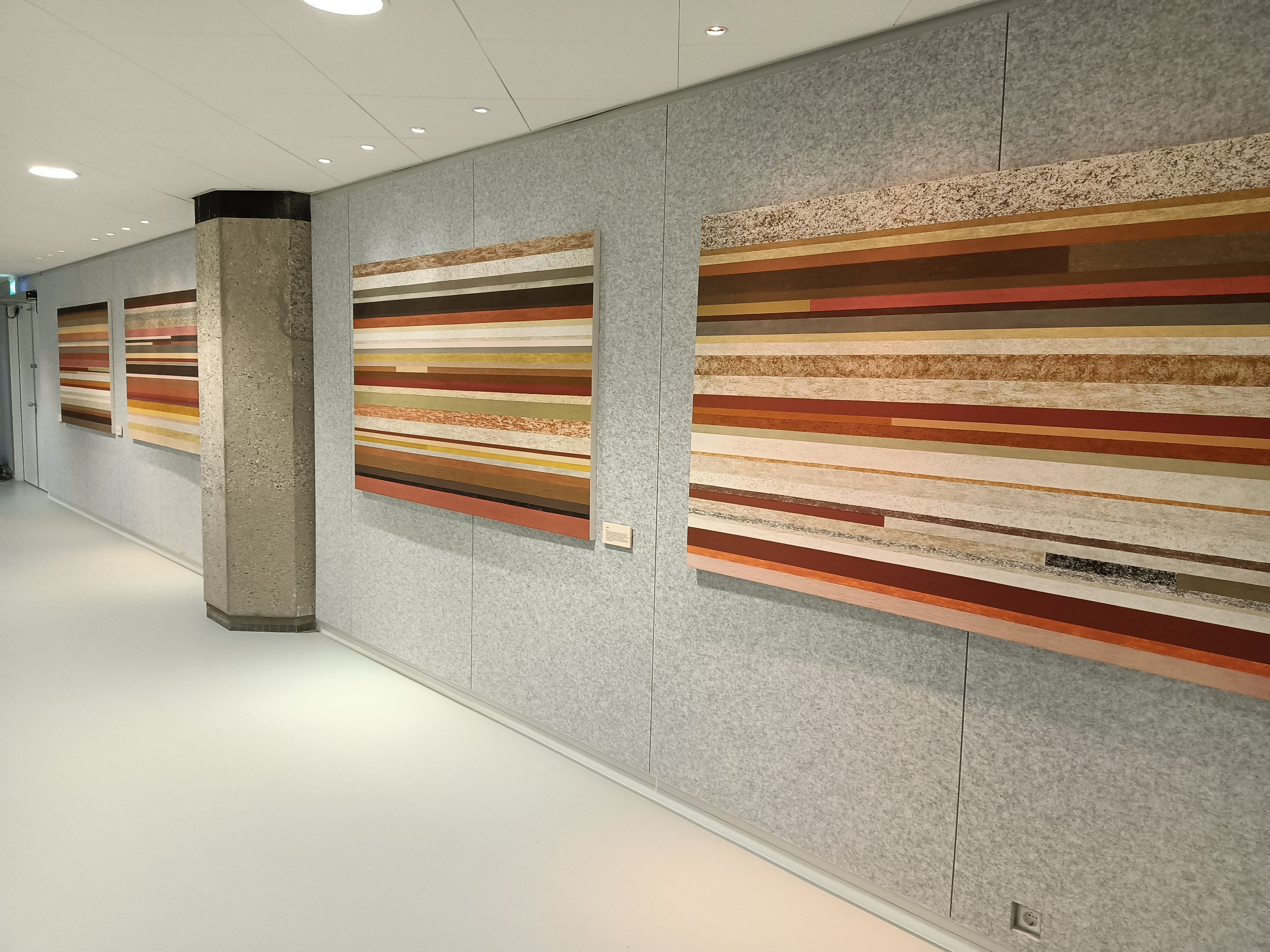
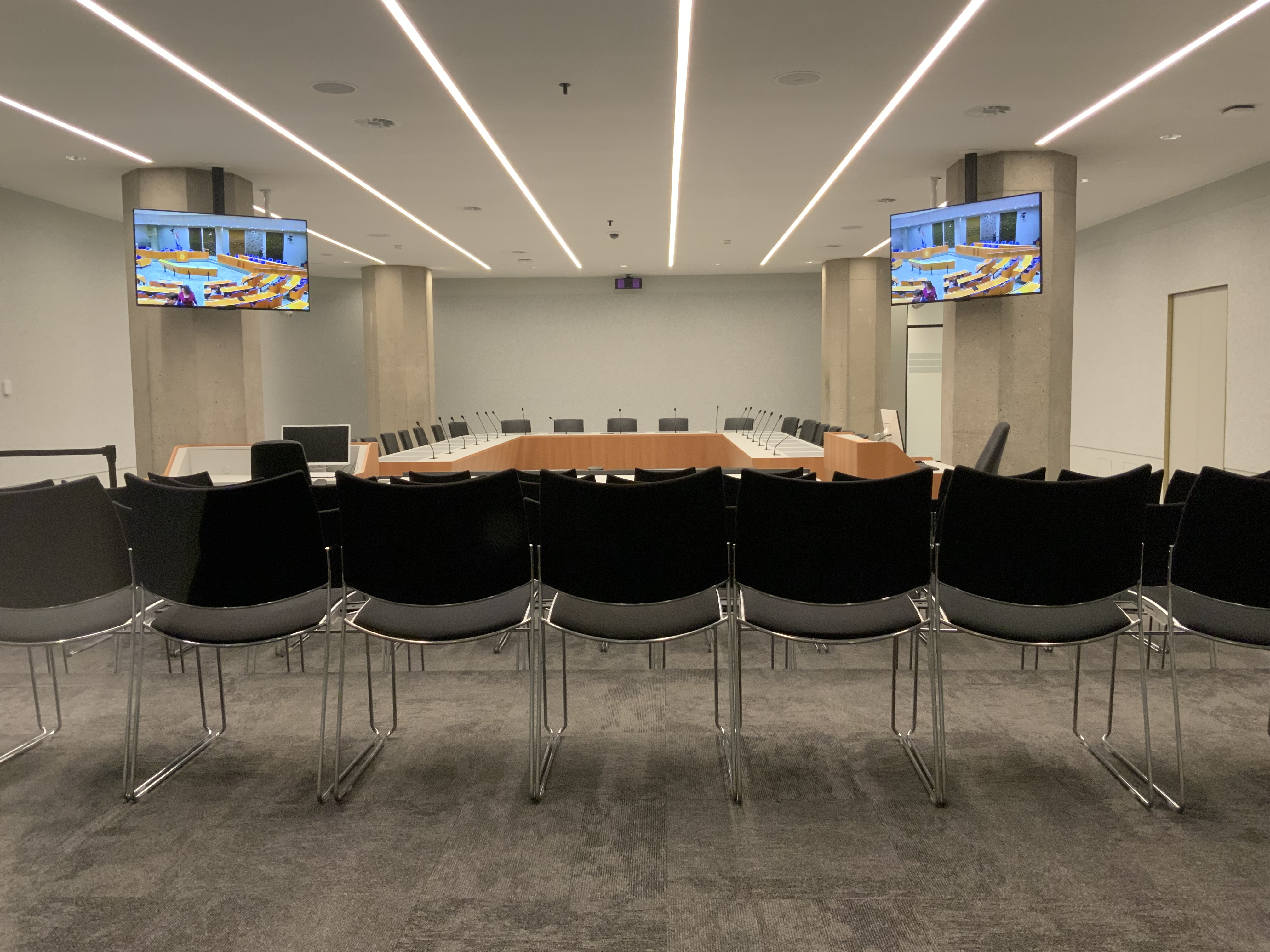
Commissiezaal
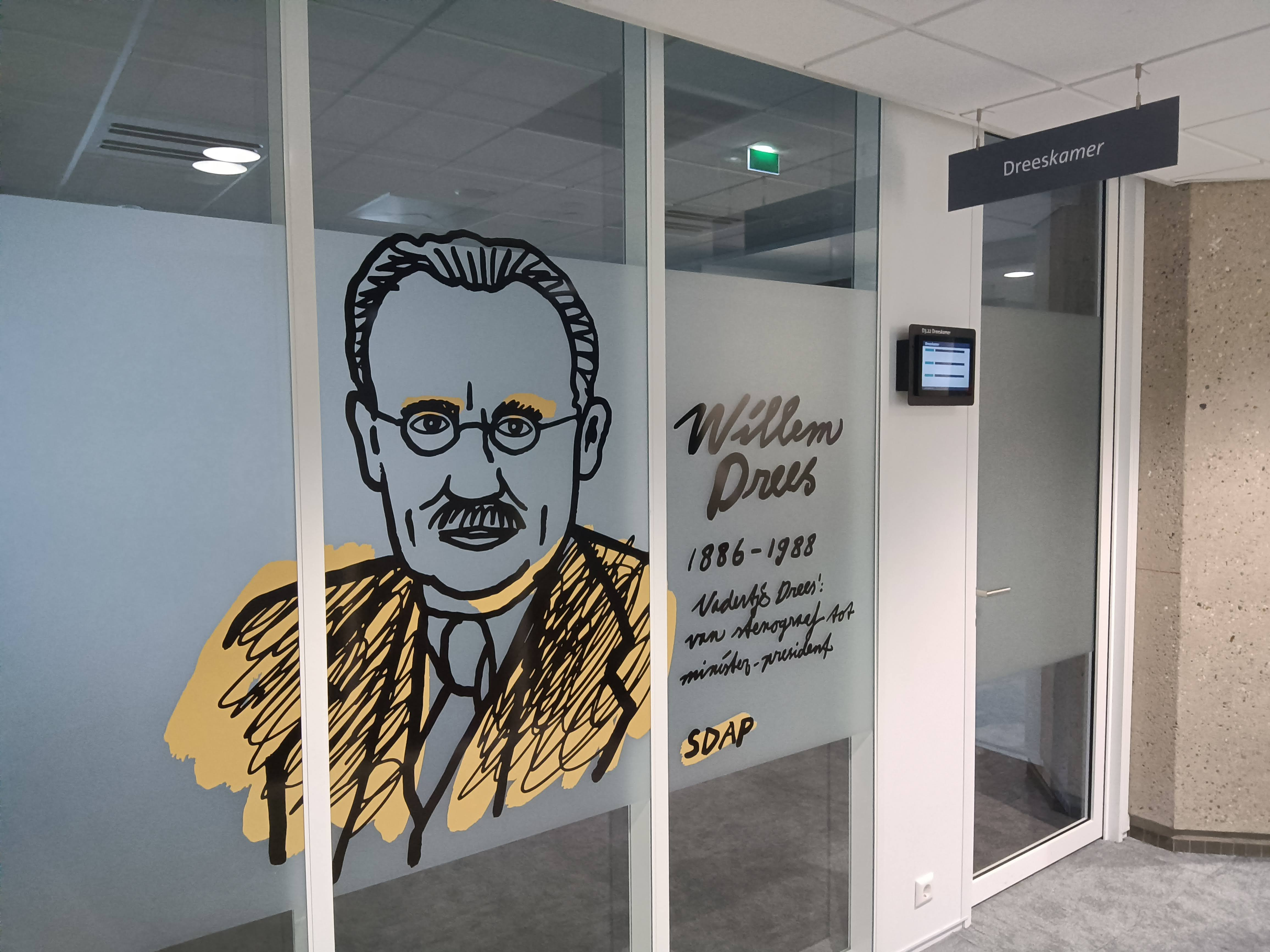
Willem Dreeszaal
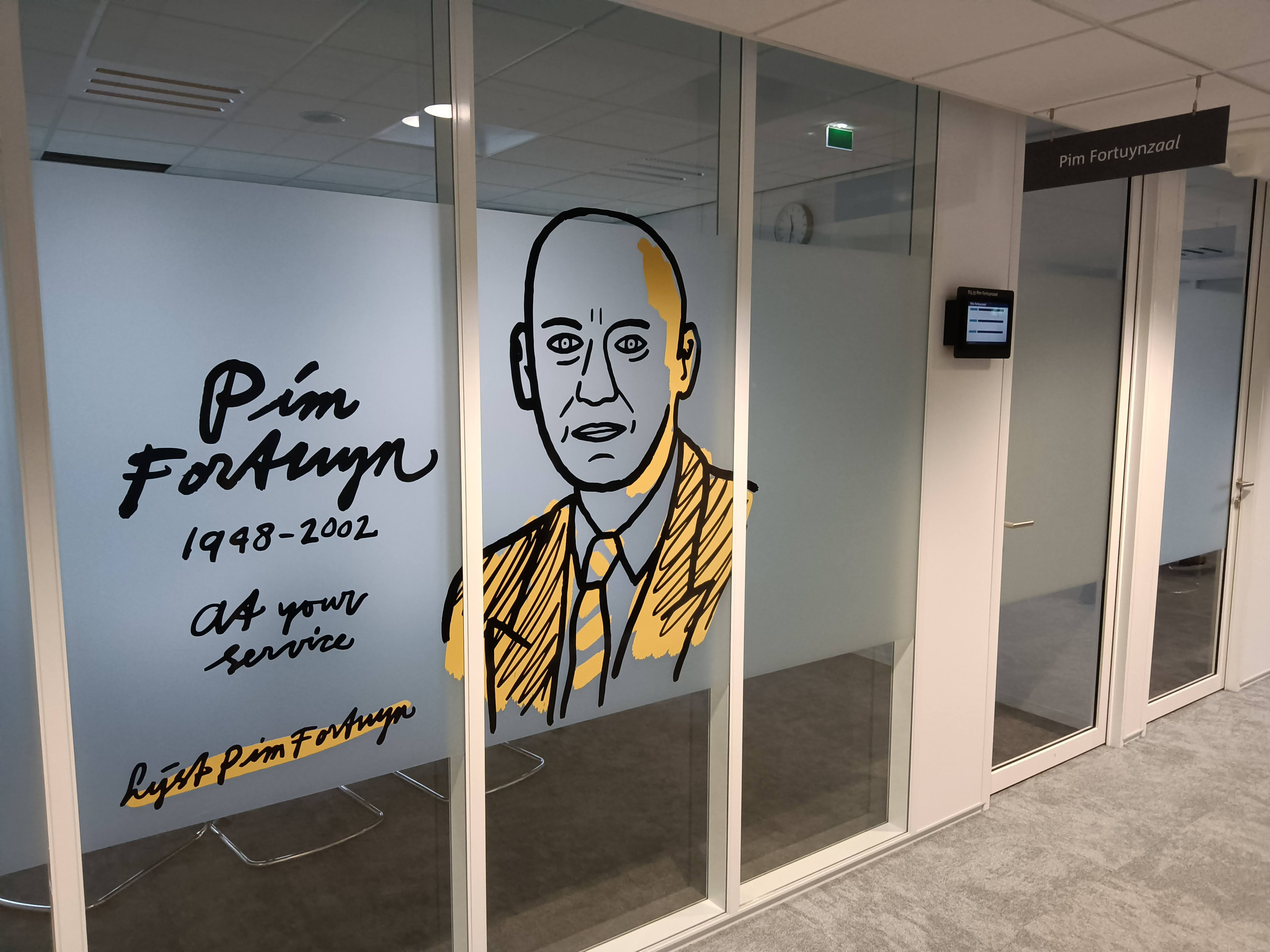
Pim Fortuynzaal
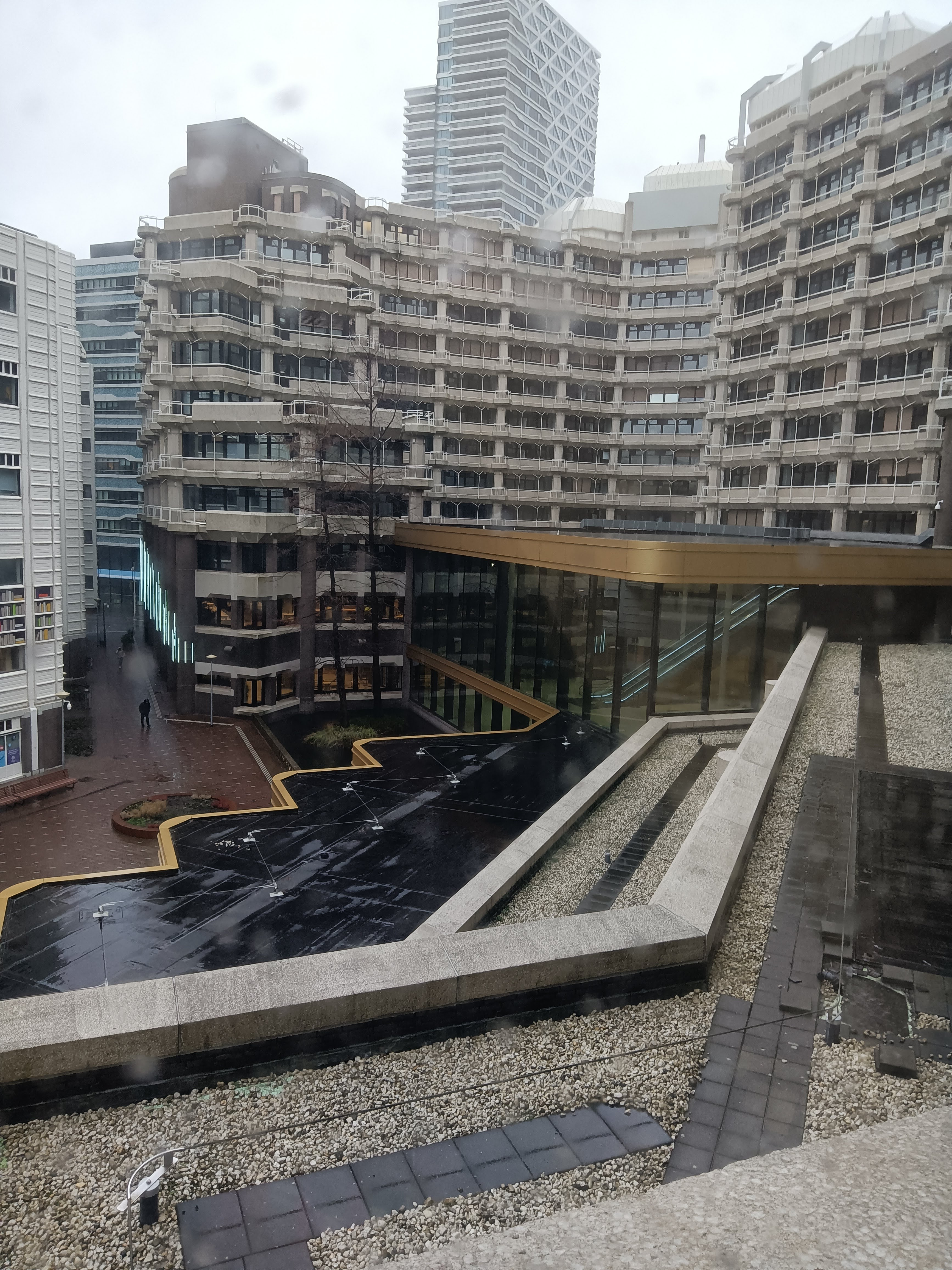
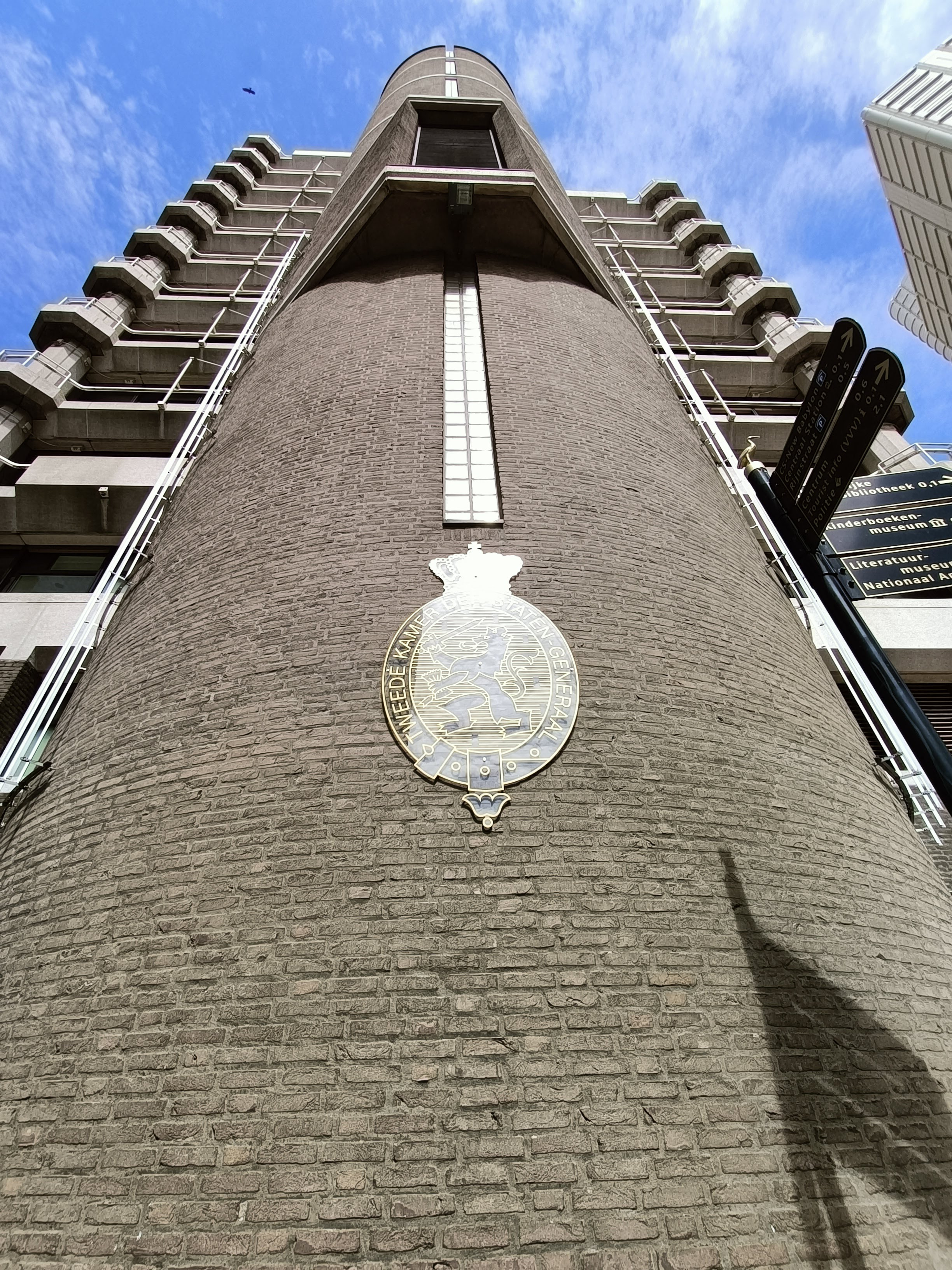
Zijgevel met het wapen van de Tweede Kamer